# Orval (birra)
La Orval è una birra da 6,2 gradi alcolici appartenente alla categoria delle trappist ale prodotta in Belgio dal birrificio omonimo. È una delle dodici birre autorizzate a sfoggiare il logo esagonale Authentic trappist product.

## Storia
Il birrificio d'Orval fu istituito nel 1931 per finanziare la ricostruzione dell'abbazia d'Orval. La creazione della ricetta fu affidata dal primo direttore del birrificio, al mastro birraio tedesco Martin Pappenheimer e al suo assistente belga John Vahuele. Quest'ultimo in particolare, vantava diversi anni d'esperienza nell'industria birraia inglese, fatto che sembra aver influenzato molto lo stile della birra, più simile alle ale inglesi che alle lager tedesche (in particolare per l'utilizzo della "luppolatura a freddo"). Il primo brassage avvenne nel 1932: il 7 maggio di quell'anno la birra venne distribuita tramite bottiglie di vetro marrone e fusti di legno nella regione circostante della Gaume. La distribuzione si allargò a Bruxelles e a Ostenda, divenendo rapidamente la prima birra monastica venduta su tutto il territorio nazionale.
Con l'occupazione durante la seconda guerra mondiale, i tedeschi imposero il rallentamento della produzione e una riduzione del grado alcolico di tutte le birre belghe. I birrai di Orval allora diluirono la birra, prima della fermentazione, con acqua del mosto di Orval originale. Inoltre, data la scarsità delle bottiglie in vetro marrone, confezionarono il prodotto in bottiglie di vetro verde: fu così che nacque la prima variante della Orval, la Orval Vert.
Nel 1950 due monaci della Orval, fratello Dominique e padre Raphaël seguirono un apprendistato presso due esperti della Chimay, il fratello Théodore ed il professor Jean Declerck; da questa collaborazione nacque un profondo miglioramento della ricetta, principalmente dovuto all'uso di lieviti freschi e ad un miglioramento dell'attrezzatura e della tecnica brassicola.

## Prodotto
La birra ha un gusto complesso ed inusuale. Il colore è ambrato chiaro, leggermente torbido, la schiuma è ampia e persistente. La temperatura di servizio ottimale è compresa tra i 10° e i 15° C, in un calice a coppa.Il suo gusto caratteristico si deve, principalmente, a due aspetti produttivi: la luppolatura a freddo e la rifermentazione in bottiglia, cioè a maturazione conclusa, con lieviti selvatici.

### Ingredienti
La Orval è prodotta con cinque ingredienti:
- Acqua: acqua ricca di sali minerali che deriva dalla fonte Mathilde situata in prossimità dell'abbazia[4][8].
- Malto: miscuglio di malto "pallido" e malto "caramello"[8].
- Luppolo: miscuglio di diversi luppoli (Hallertau, Styrian Goldings, East Kent Golding e Strisselspalt) di origine alsaziana, bavarese e californiana[8][10][11].
- Zucchero caramellato[8][11].
- Lievito: ceppi di Brettanomyces bruxellensis, lieviti selvaggi tipici del Belgio[12]

### Ricetta
La birrificazione della birra Orval avviene esclusivamente all'interno delle mura dell'abbazia e necessita dalle 6 alle 8 settimane. Il malto viene schiacciato, infuso nell'acqua e filtrato. Il mosto ricavato viene bollito per un'ora e mezza; durante questa fase sono aggiunti i primi luppoli. Il composto viene poi messo a raffreddare e, quindi, inserito in recipienti conico-cilindrici dove, con l'aggiunta di lieviti e zucchero caramellato, avviene la cosiddetta alta fermentazione, che dura  4-5 giorni ad una temperatura tra i 15°e i 20 °C. Il prodotto viene messo a maturare nei cosiddetti serbatoi di maturazione. Qui vengono aggiunti, nuovamente, lieviti, per continuare la fermentazione di metaboliti (fermentazione secondaria); inoltre, durante questa fase viene praticata la luppolatura a freddo (o "dry hopping"), tecnica di origine anglosassone che prevede l'aggiunta di grossi quantitativi di luppolo durante le tre settimane della maturazione. Il composto viene centrifugato e si aggiungono, ancora una volta, lieviti e zucchero caramellato, al fine di avere un'ulteriore fermentazione in bottiglia; questo processo dura dalle 3 alle 5 settimane ad una temperatura costante di 5 °C.

### Varianti

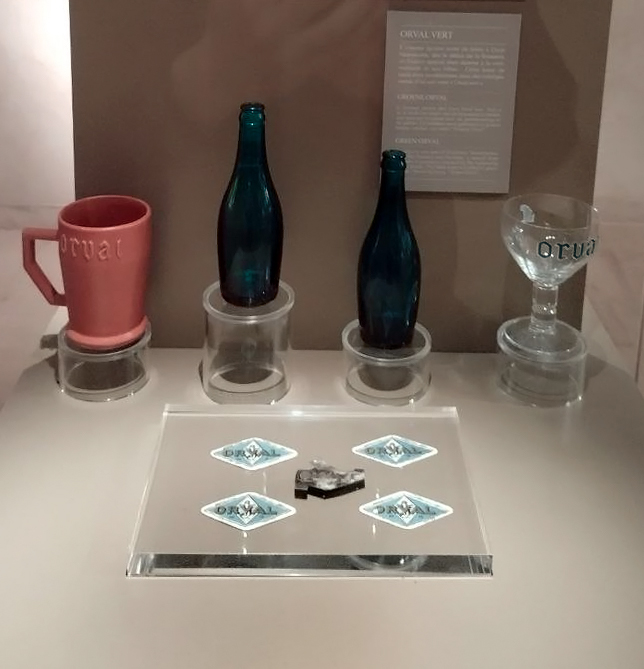
Bottiglie originali del periodo dell'occupazione, il cui colore ispira il nome della Orval Vert, ed un bicchiere a coppa col logo modificato in verde

La Orval è disponibile in diverse varianti ma solo la trappist ale è disponibile per il commercio. Le altre possono essere degustate esclusivamente nella birreria adiacente al sito produttivo.
- Orval Trappist Ale, 6,2 % (1931): trappist ale, disponibile in bottiglie in vetro marrone da 33 cl.
- Orval Vert, 4,5% (1941): enkel, disponibile alla spina nel locale adiacente il birrificio. Fino al 2012 era denominata Petite Orval e aveva una gradazione inferiore (3,5%)[14]. Essa nasce nel periodo dell'occupazione tedesca durante la seconda guerra mondiale, periodo nel quale gli occupanti obbligarono la riduzione della gradazione delle birre di produzione nazionale. Il nome deriva dal colore delle bottiglie usate, appunto verdi, in sostituzione alle classiche marroni che, nel periodo bellico, scarseggiavano.

## Commercializzazione
La Orval si avvale di distributori nazionali per vendere la Orval Trappist Ale in sedici stati: Austria, Belgio, Canada, Danimarca, Finlandia, Francia, Germania, Giappone, Italia, Lussemburgo, Paesi bassi, Norvegia, Spagna, Stati Uniti, Svezia, Svizzera. Come in tutti gli altri birrifici trappisti, la birra è venduta solo per supportare economicamente il monastero e per altre opere di bene: tutti i profitti provenienti dalla vendita della birra vengono distribuiti tra le popolazioni della regione per lo sviluppo della comunità.

## Cultura popolare
Lo scrittore Michael Jackson ha definito la Orval un "classico mondiale", consigliandone il consumo come aperitivo. Il disegnatore belga Jean-Claude Servais ha collaborato con il birrificio nel 2011 disegnando alcune illustrazioni da serigrafare su un'edizione limitata di bicchieri ("Le Galopin"), venduta per finalità di beneficenza. Esiste anche un'associazione di volontari ufficiale, i "Sossons d'Orvaulx", che lavora per preservare e diffondere la conoscenza riguardo la birra ed il formaggio di Orval